# Sligo

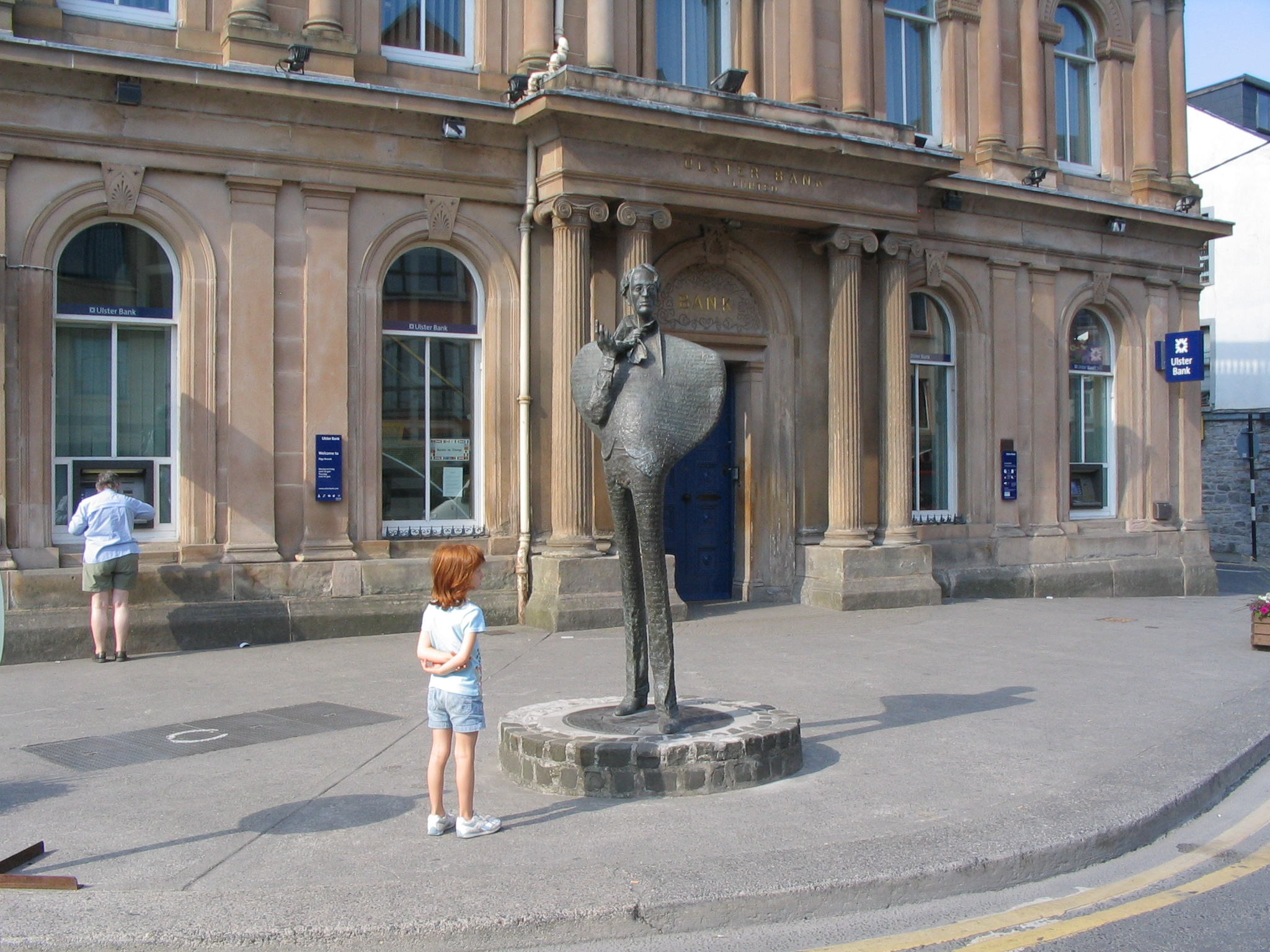
Statue de W.B Yeats devant la Bank of Ulster.

Sligo (en irlandais : Sligeach) est une ville du comté de Sligo en république d'Irlande. Capitale du comté, elle constitue la seconde plus grande communauté urbaine de la province du Connacht après Galway.

## Géographie

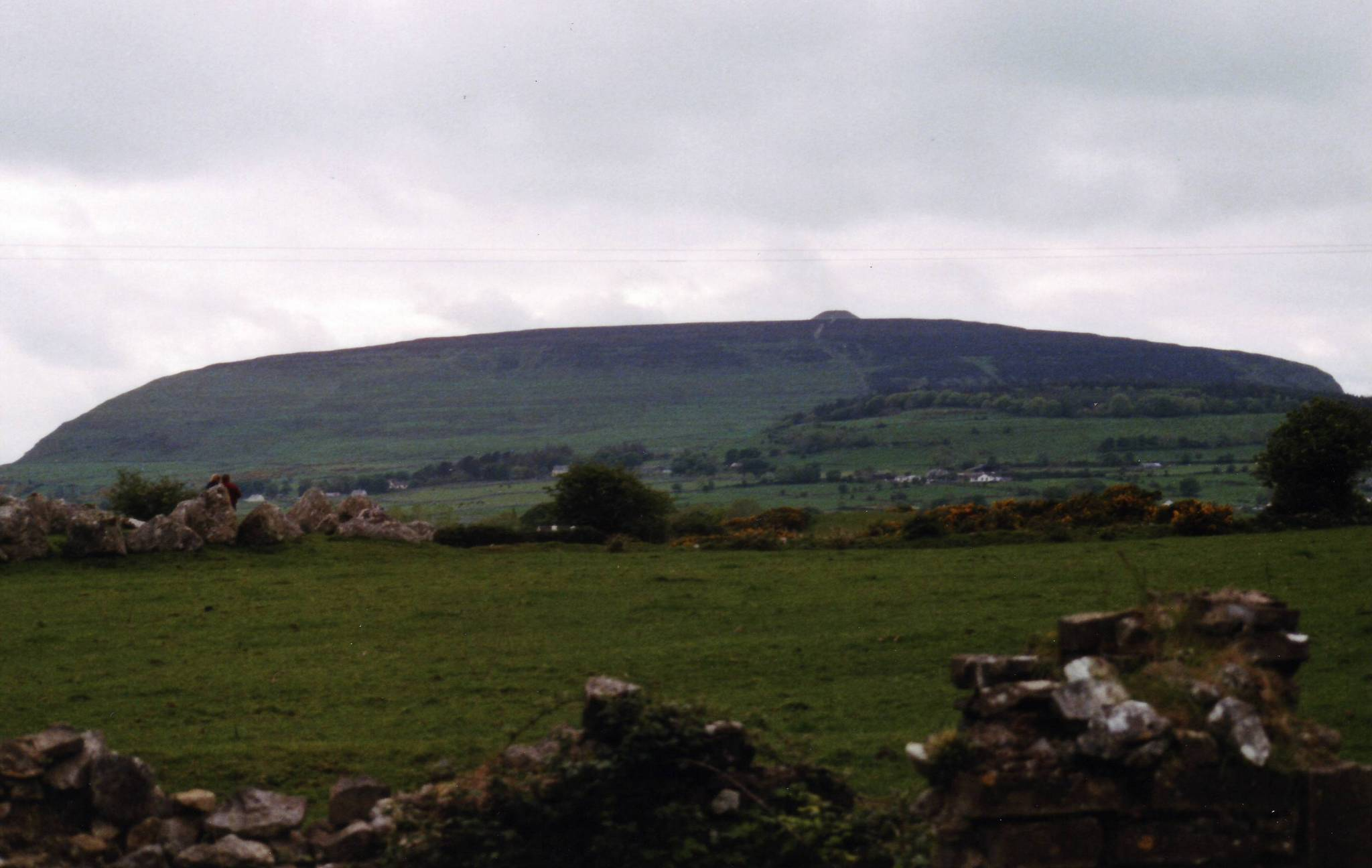
Le, avec le tumulus de la reine Maeve.

Sligo est située au bord de la rivière Garavogue, juste avant que celle-ci ne se jette dans la mer. À l’est se trouve le lough Gill, au nord on aperçoit le Ben Bulben et les Monts Dartry, au sud-est, un groupement de collines est visible et au sud-ouest se trouve le Knocknarea (près de Strandhill) où se trouve une tombe préhistorique dite « de la reine Maeve ».

## Toponymie
Sligo est le nom anglais dérivé du nom gaélique Sligeach qui signifierait un « lieu où il y a beaucoup de coquillages », du fait de la présence de Sambaqui et de traces de feux datant de l'âge de pierre. 
Proposé plus récemment, sli, dans Sligeach, signifierait Slighe et ferait référence à une route importante, Cuan Slighe dha Atha, c'est-à-dire « The Harbour Road of the Two Fords »,. La rivière Garavogue est aussi appelée en gaélique Sligeach.

## Littérature
Sligo est la ville des grands-parents de William Butler Yeats. Ce grand poète irlandais (Prix Nobel de littérature en 1923) puisait dans la région de Sligo l'inspiration de son œuvre. Il séjournait régulièrement à Sligo, sans toutefois y résider.
Le livre de Sebastian Barry, Le Testament Caché  (The Secret Scripture) est situé à Sligo.

## Culture

### Musique
Sligo a accueilli le Fleadh Cheoil en 1989, 1990, 1991, 2014 et 2015.
Le chanteur francophone Mike Brant fait référence à Sligo avec le titre Nous irons à Sligo, sorti en 1970.
La série Normal people, diffusée sur France 5, est située en partie à Sligo.

## Chemins de fer
La gare de chemin de fer de Sligo est le terminus du train venant de la Gare de Dublin Connolly.

## Sport
La ville compte une équipe de football professionnelle : les Sligo Rovers.

## Personnalités liées à la ville
- Neil Jordan (réalisateur)
- Ray MacSharry
- Shane Filan, Kian Egan et Mark Feehily (membres du groupe Westlife)
- Le groupe de musique irlandaise Dervish vient de Sligo et y joue régulièrement dans les pubs.
- Le chanteur Jock McDonald du groupe The Bollock Brothers, y est mort le 26 juillet 2025[5].

## Sites environnants
- Drumcliff à 8 kilomètres au nord de Sligo
- Phare d'Oyster Island
- Tobernalt est un lieu de pèlerinage situé dans les environs de Sligo, comportant une source qui, pour les Celtes, avait des pouvoirs curatifs et constituait un lieu sacré, une fontaine à dévotion. Avec l'évangélisation de l'Irlande, la source conserve son caractère sacré et des messes, interdites à l'époque, y sont célébrées au XVIIIe siècle.

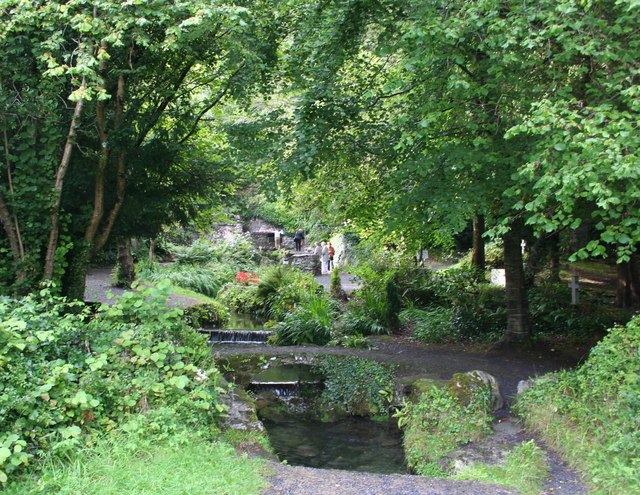
Vue de Tobernalt.

## Jumelages
- Crozon (France)
- Kempten (Allemagne)
- Tallahassee (États-Unis)
- L'université de Bordeaux est en partenariat avec l'université de Sligo.